# Huis De Baere
Huis De Baere is een neoclassicistisch herenhuis van 1771 aan de Marktstraat in Harelbeke. Het huis is genoemd naar de koopmanfamilie Debaere die het in 1935 in het bezit kreeg. Het Huis De Baere werd in 1976 beschermd als monument.
Er is een rococosalon op de gelijkvloers.
De stad Harelbeke verwierf Huis De Baere op 1 maart 1975 en vestigde er het cultuurhuis. Een museum gewijd aan de geschiedenis van tabak opende op 4 juni 1980. Het kwam tot stand dankzij de medewerking van de heemkundige kring De Roede van Tielt, en was aanzienlijk voor een reeks pijpen.
De galerij en het archeologisch museum kregen ook een onderkomen. Sinds begin 21e eeuw is het jeugdhuis De Salamander in de binnentuin gevestigd.